# István, a király
István, a király (István, le roi) est un opéra rock hongrois de 1983, librement inspiré par l'accession au trône d'István Ier.
La musique est composée par Levente Szörényi et les paroles sont signées János Bródy. Le livret est écrit par Bródy et Miklós Boldizsár, basé sur la pièce de ce dernier Ezredforduló. La création du décor revient à Johannes Lorenz Klotz.

## Synopsis

### Acte 1:Az örökség(l'héritage)
Un soliste entre en scène et prend à partie le public, leur demandant Qui choisiriez-vous ? ("Te kit választaná l?") Le prince régnant de Hongrie, Géza, a invité des missionnaires chrétiens dans le pays ("Veni lumen cordium" / "Töltsd el szívünk, fényesség"). Afin de renforcer les liens avec l'Occident, son fils István épouse la princesse bavaroise Gizella.
Súr, Solt et Bese, un groupe de nobles opportunistes, parlent de versatilité humaine - chaque homme choisit le camp qui lui semble le plus prometteur. Les principes n'importent pas tant que le profit ("Gyarló az ember").
Koppány, le cousin d'István, témoigne déjà d'une certaine dissidence. Sa fille, Réka, s'est convertie au christianisme et prie le nouveau Dieu. Laborc, un disciple de Koppány, proteste face à cette nouvelle foi. A son sens, les hongrois n'ont pas besoin d'un dieu étranger et elle devrait accorder sa confiance à son père ("Nem vagyunk még hozzád méltók" / "Nem kell olyan isten").
Géza mort, le pays entre en deuil ("Géza fejedelem temetése - Kyrie eleison"). István s'engage sur sa tombe à être un bon dirigeant pour le peuple. Son statut est défié par Koppány.
Ce dernier se revendique en successeur légitime de Géza. Les hongrois sont divisés entre ces deux figures fortes. István et Koppány réunissent leurs disciples, annonçant les troubles à venir ("Nincs más út csak az Isten útja").

### Acte 2:Esztergom
Réka, Gizella, les prêtres et le peuple sont attristés et prient pour la paix ("Adj békét Uram" / "Da pacem, Domine").
Un petit groupe honore István mais évoque aussi la gloire des temps jadis ("Üdvöz légyen Géza fia"). La mère d'István, Sarolt, se méfie de ces attitudes païennes.
Laborc arrive au nom de Koppány. Il propose à Sarolt un mariage avec son seigneur ("Koppány küldött, jó úrnőm"). Koppány espère qu'en épousant la veuve de Géza, il sera reconnu comme son successeur légitime. Sarolt trouve la proposition scandaleuse et Laborc est exécuté sans sommation.
Súr, Solt et Bese commencent à se moquer de Koppány devant István, qu'ils trouvent sauvage et stupide ("Abcúg Koppány"). István, répugné par les trois nobles, les répudie.
István est déchiré par la situation. Sa foi profonde et sa loyauté envers sa famille lui interdisent de se battre mais il sait ses possibilités limitées. Sarolt l'exhorte à se préparer à la guerre ("István fiam !").
De son côté, Gizella, ennuyée par la politique, exige qu'István accomplisse son devoir conjugal et qu'ils aient un héritier. Le chevalier allemand Vecellin exhorte également à la guerre ("Unom a politikát").
István est porté en triomphe, il devient le prince régent de la Hongrie. La population le perçoit comme son nouveau seigneur ("Fejedelmünk István !").
Après la fête, István s'isole. Mélancolique et indécis, il cherche l'appui divin. Tout à ses prières, le prince est rejoint par Réka. Secrètement amoureuse de l'ennemi juré de son père, elle se promet de garder ses sentiments secrets ("Oly távol vagy tőlem (és mégis közel)"). Le prince n'est pas insensible à la jeune fille mais taira lui aussi son affection pour Réka, par respect pour ses valeurs.

### Acte 3:Koppány vezér(le chef Koppány)
Koppány harangue ses partisans. Il leur promet un avenir glorieux. Ses troupes se préparent au combat avec enthousiasme ("Szállj fel, szabad madár").
Koppány est attiré à l'écart par ses épouses Picur, Enikő, Boglárka. Ces dernières entament un chant séducteur où elles vantent ses qualités d'époux et d'amant ("Te vagy a legszebb álmunk").
Cet interlude sensuel est interrompu par l'irruption sur scène de Súr, Solt et Bese. Introduits par Torda, ces derniers demandent audience à Koppány. Humiliés par István, ils lui proposent différentes manières d'assassiner le jeune prince ("Abcúg István"). A leur grand désarroi, ils ne sont pas mieux accueillis par Koppány qui les renvoie sans tergiverser - le chef païen veut se battre honorablement. Il tient cette position face à son chaman Torda et l'ensemble de ses partisans : il affrontera István et son armée d'égal à égal ("Szemtől szembe"). Torda prie les dieux païens pour la victoire et sacrifie une offrande ("Áldozatunk fogadjátok").
Victime d'un cauchemar, Réka voit son père mourir. Elle le supplie en vain de ne pas poursuivre le conflit.
Désireux d'éviter un massacre, István propose à Koppány de lui céder la couronne mais émet une condition : son cousin doit se soumettre à l'Église de Rome. Mais la haine de son cousin envers les prêtres, son besoin farouche de liberté et sa détermination à préserver le pays sont plus fortes. Il rétorque qu'il est « trop tard » pour la paix ("Elkésett békevágy"),,.
Torda présente aux partisans de Koppány l'épée sanglante, symbole de la guerre. S'ils gagnent, la Hongrie aura un avenir glorieux, prophétise-t-il. Le conflit éclate et s'achève par la victoire d'István ("Véres kardot hoztam" / "Vezess minket, István !").

### Acte 4:István a király(le roi István)
Koppány et ses troupes sont anéantis. Les rebelles agonisent. Un soliste déplore les morts ("Gyászba öltözött csillagom").
Les partisans d'István font la fête à la cour. Les partisanes de Koppány sont violentées par les convertis, à fortiori Picur, Enikő, Boglárka. Bien que dévouée à István, Réka n'est pas épargnée par les brimades. Aux yeux de tous, elle reste la fille du chef dissident. Chacun réclame son dû ("Hála néked, fejedelem !"). Le grand vainqueur, lui, peine à s'investir dans les réjouissances.
Enfin, Réka demande à István de lui céder la dépouille de son père. Ému par sa tristesse et sa beauté, le jeune homme s'apprête à exaucer sa prière mais Sarolt s'interpose brutalement : Koppány doit être écartelé et son cadavre disséminé à la vue du peuple. Cet acte radical dissuadera d'éventuels rebelles ("Halld meg uram, kérésem" / "Felnégyelni !").
István, bouleversé, demande à être seul. Il prie désespérément Dieu ("Oly távol vagy tőlem" - reprise). Finalement, il se range à la décision de sa mère.
Le corps de Koppány est écartelé ("Koppány felnégyelése" / "Gloria gloria").
L'opéra rock s'achève sur le couronnement d'István, le premier roi de Hongrie ("István a király").

## Chansons[6]
1. István király, ouverture Op. 117 (Beethoven)
2. Illés együttes –  Te kit választanál?
3. Töltsd el szívünk fényesség / Veni lumen cordium (Astrik et les convertis, Gizella, István et le peuple)
4. Gyarló az ember (Súr, Solt, Bese)
5. Nem vagyunk még hozzád méltók / Nem kell olyan Isten (Réka, Laborc et le peuple)
6. Géza fejedelem temetése / Kyrie eleison (Asztrik, les convertis et le peuple)
7. Nincs más út csak az Isten útja (István, Koppány et le peuple)
8. Adj békét, Uram / Da pacem Domine (Réka, Gizella, István, Asztrik, Pázmány et le peuple)
9. Üdvöz légy Géza fia / Koppány küldött jó úrnőm (Regősök, Sarolt, Laborc, Súr, Solt, Bese)
10. Abcug Koppány (Súr, Solt, Bese, István)
11. István fiam! (Sarolt, István)L'un des tableaux d'István, a király.

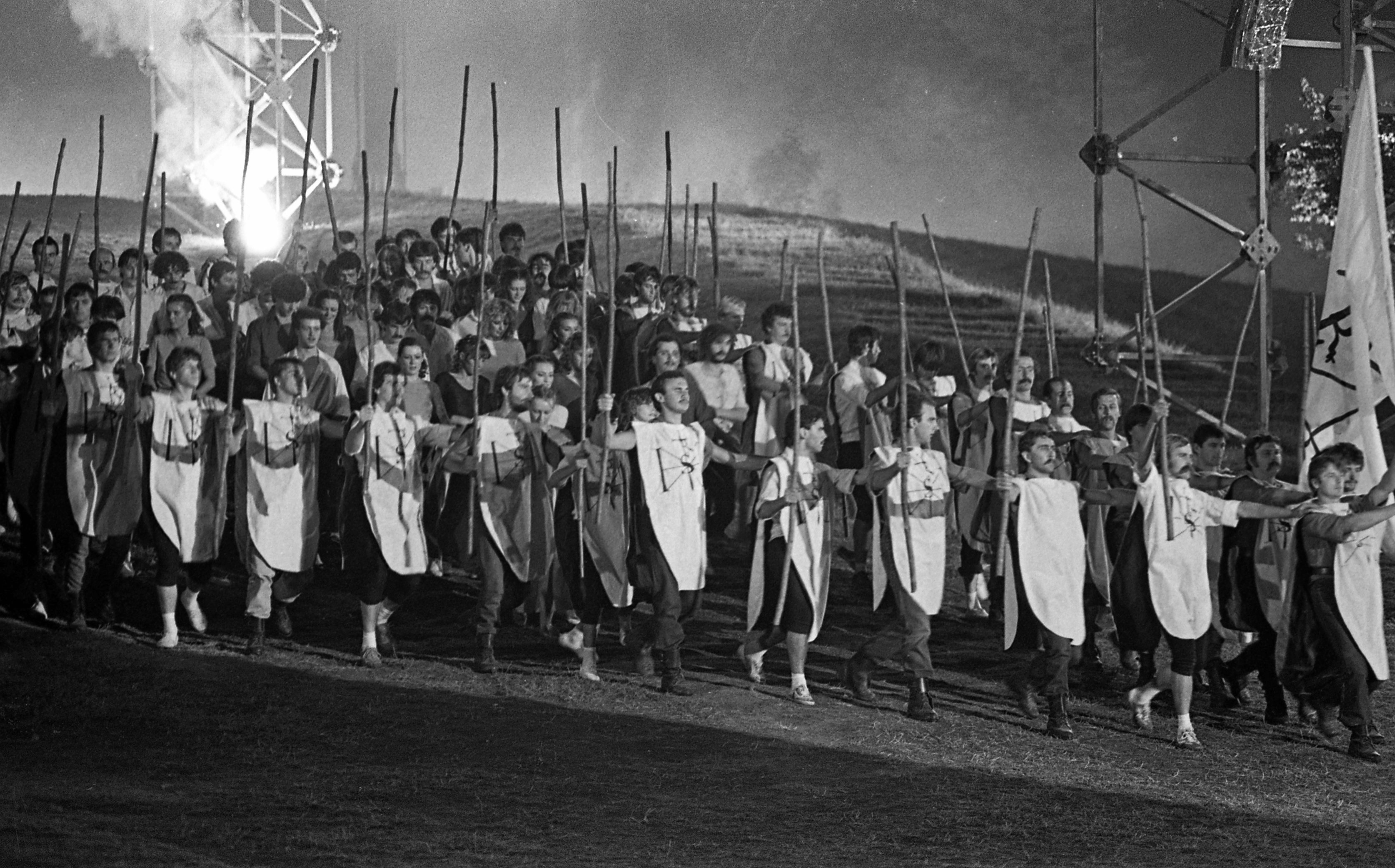
L'un des tableaux dIstván, a király.

12. Unom a politikát (Gizella, Vecellin)
13. Fejedelmünk István! (Asztrik et le peuple)
14. Oly távol vagy tőlem (és mégis közel) (István, Réka)
15. Szállj fel, szabad madár (Torda, Koppány et le peuple)
16. Te vagy a legszebb álmunk (Koppány, Picur, Enikő, Boglárka)
17. Abcug István (Súr, Solt, Bese, Koppány)
18. Szemtől szembe (Koppány, Torda et le peuple)
19. Áldozatunk fogadjátok (Torda et le peuple)
20. Elkésett békevágy (Réka, Koppány, István)
21. Véres kardot hoztam / Vezess minket István (Torda et le peuple)
22. Gyászba öltözött csillagom / Töltsd el szívünk fényesség (Regős, Asztrik, les convertis et le peuple)
23. Hála néked fejedelem! (les seigneurs, les chevaliers, István, Asztrik, Sarolt et le peuple)
24. Halld meg uram a kérésem / Felnégyelni! (Réka, István, Sarolt, les chevaliers et le peuple)
25. Oly távol vagy tőlem (István, Gizella)
26. Koppány felnégyelése / Gloria, gloria / István, a király (Astrik, les convertis, István et le peuple)
27. István, a király / Felkelt a napunk (István et le peuple)
28. Himnusz

## Personnages évoqués

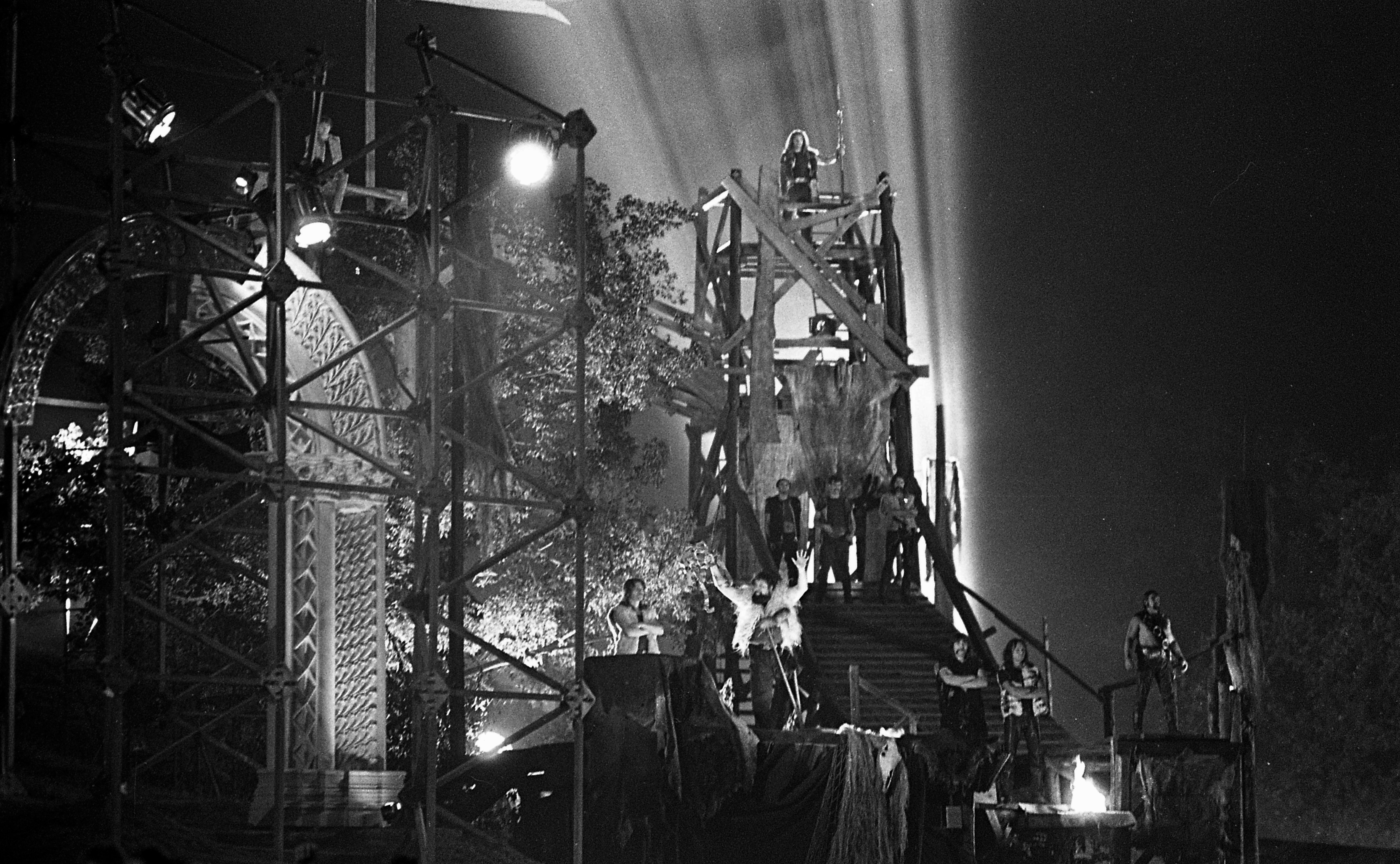
Gyula Bill Deák (au centre) incarne le chaman Torda lors de la première, le 18 août 1983.

- István : prince hongrois catholique et futur premier souverain de Hongrie.
- Koppány : aîné des descendants d'Árpád, cousin d'István, opposant de ce dernier. Il soutient la liberté de religion.
- Gizella : la femme d'István, princesse bavaroise.
- Sarolt : la mère d'István, despotique et expéditive.
- Géza : le père d'István, dont la mort précipite le pays dans le chaos.
- Asztrik : archevêque catholique.
- Hont, Pázmány, Vecellin : chevaliers allemands.
- Réka : fille de Koppány, catholique alliée à István qu'elle aime en secret.
- Laborc : un disciple de Koppány.
- Torda : le chaman païen, allié de Koppány.
- Picur, Enikő, Boglárka : les compagnes de Koppány.
- Súr, Solt, Bese : nobles hongrois, opportunistes.
- le peuple
- les partisans
- les soldats
- les prêtres

## Distribution
| Personnage | Captation vidéo (1983)           | Népstadion (1990) | Esztergom (2002)       | Csíksomlyó (2003)   | Budapest Aréna (2008) | Szeged, Aréna (2013)         | Városliget (2015) | Bartók Plusz Operafesztivál, Miskolc (concert, 2018) | Bajai Szabadtéri Színpad (2018) | Budapesti Operettszínház (2018 - 2025)                     | Operaház / Erkel Színház (opéra symphonique, 2020-2021)                               |
| ---------- | -------------------------------- | ----------------- | ---------------------- | ------------------- | --------------------- | ---------------------------- | ----------------- | ---------------------------------------------------- | ------------------------------- | ---------------------------------------------------------- | ------------------------------------------------------------------------------------- |
| István     | Pelsőczy László / Varga Miklós   | Varga Miklós      | Tóth Sándor            | Varga Miklós        | Feke Pál              | Feke Pál                     | Varga Miklós      | Feke Pál                                             | Kocsis Dénes                    | Veréb Tamás Kocsis Dénes Sándor Péter                      | Boncsér Gergely (2020) Nyári Zoltán (2021) Pataki Adorján (2021) Pataky Dániel (2020) |
| Koppány    | Vikidál Gyula                    | Vikidál Gyula     | Gazdag Tibor           | Vikidál Gyula       | Vadkerti Imre         | Stohl András                 | Feke Pál          | Vadkerti Imre                                        | Dolhai Attila                   | Feke Pál Dolhai Attila Mészáros Árpád Zsolt                | Cseh Antal (2020) Levente Molnár (2021) Szegedi Csaba                                 |
| Sarolt     | Berek Kati                       | Császár Angela    | Császár Angela         | Kováts Kriszta      | Éder Enikő            | Udvaros Dorottya             | Keresztes Ildikó  | Éder Enikő                                           | Polyák Lilla                    | Polyák Lilla Siménfalvy Ágota                              | Ildikó Komlósi Meláth Andrea (2020) Wiedemann Bernadett (2021)                        |
| Réka       | Kovács Ottilia / Sebestyén Márta | Sebestyén Márta   | Auksz Éva              | Kovács Ágnes Anna   | Herczeg Flóra         | Tompos Kátya                 | Radics Gigi       | Tóth Gabi                                            | Gubik Petra                     | Gubik Petra                                                | Balga Gabriella (2020) Máthé Beáta                                                    |
| Gizella    | Sára Bernadette                  | Kováts Kriszta    | Csomor Csilla          | Fazakas Júlia       | Simon Boglárka        | Radnay Csilla Simon Boglárka | Danics Dóra       | Simon Boglárka                                       | Maros Bernadett                 | Maros Bernadett Drahos Evelin Halasi Bianka Zámbó Brigitta | Rácz Rita Kriszta Kinga                                                               |
| Asztrik    | Victor Máté                      | Victor Máté       | Jegercsik Csaba        | Tarján Pál          | Derzsi György         | László Zsolt                 | Aradi Imre        | László Boldizsár Turpinszky Gippert Béla             | Homonnay Zsolt                  | Homonnay Zsolt Magócs Ottó                                 | Kovácsházi István Szappanos Tibor                                                     |
| Vecellin   | Balázsovits Lajos                | Benkő Péter       | Pavletits Béla         | Molnár Zoltán       | Wunderlich József     | Makranczi Zalán              | Kocsis Tibor      | Szakonyi Milán                                       | Gömöri András Máté              | Gömöri András Máté                                         | Nagy Zoltán (2020) Dobák Attila (2021)                                                |
| Laborc     | Nagy Feró                        | Nagy Feró         | Kaszás Attila          | Kátai István        | Varga Lajos           | Szemenyei János              | Nagy Feró         | Szemenyei János                                      | Kerényi Miklós Máté             | Kerényi Miklós Máté Szerémy Dániel Serbán Attila           | Fekete Attila (2021) Szemenyei János (2020) Turpinszky Gippert Béla (2020)            |
| Torda      | Deák Bill Gyula                  | Deák Bill Gyula   | Csengeri Attila        | Novák Péter         | Tóth Attila           | Novák Péter                  | Deák Bill Gyula   | Szomor György                                        | Szomor György                   | Szomor György György-Rózsa Sándor                          | Balczó Péter (2021) László Boldizsár Varga Donát (2020)                               |
| Hont       | Körtvélyessy Zsolt               | Jakab Csaba       | Szatmári Attila        | Lengyel Szabolcs    | Koroknai Árpád        | Józan László                 | -                 | Mészáros Tamás                                       | -                               | Imre Roland                                                | Matyó Márió (2021)                                                                    |
| Pázmány    | Halmágyi Sándor                  | Csengeri Attila   | Bede-Fazekas Szabolcs  | Schmidt Ferenc      | Aradi Imre            | Farkas Dénes                 | -                 | Fehér Gábor                                          | -                               | Miklós Attila                                              | Tarnai Dávid (2021)                                                                   |
| Boglárka   | Nyertes Zsuzsa                   | Keresztes Ildikó  | Juhász Judit           | Gecse Noémi         | Molnár Ágnes          | Simon Boglárka               | -                 | Budapesti Stúdió Kórus                               | -                               | Dancs Annamari Bódi Barbara                                | Nagy Zsófia                                                                           |
| Picur      | Hűvösvölgyi Ildikó               | Ábrahám Edit      | Nagyváradi Erzsébet    | Forgács Szilvi      | Töreki Andrea         | Bánfalvi Eszter              | -                 | Budapesti Stúdió Kórus                               | -                               | Ábrahám Gabriella Faragó Alexandra                         | Simon Krisztina (2020) Topolánszky Laura (2021)                                       |
| Enikő      | Tóth Enikő                       | Szabó Andrea      | Bede-Fazekas Annamária | M. Simon Andrea     | Papp Annamária        | Csépai Eszter                | -                 | Budapesti Stúdió Kórus                               | -                               | Szendy Szilvi Fekete-Kovács Veronika                       | Zavaros Eszter                                                                        |
| Súr        | Szakácsi Sándor                  | Konrád Antal      | Rancsó Dezső           | O. Szabó István     | Nagy Szilárd          | Schneider Zoltán             | Czeglédi Ákos     | Szakonyi Milán                                       | -                               | Szabó P. Szilveszter Langer Soma                           | Kőrösi András                                                                         |
| Solt       | Sörös Sándor                     | Incze József      | Baranyi Péter          | Domokos László      | Kristóf István        | Hevér Gábor                  | -                 | Fehér Gábor                                          | Kiss Zoltán                     | Pálfalvy Attila Földes Tamás                               | Megyesi Zoltán Rezsnyák Róbert (2020)                                                 |
| Bese       | Balázs Péter                     | Forgács Péter     | Botár Endre            | Győry András Botond | Mező Zoltán           | Znamenák István              | -                 | Mészáros Tamás                                       | -                               | Mészáros Árpád Zsolt Kiss Zoltán Langer Soma               | Mukk József (2020) Rezsnyák Róbert (2021) Szerekován János (2020)                     |

## Productions

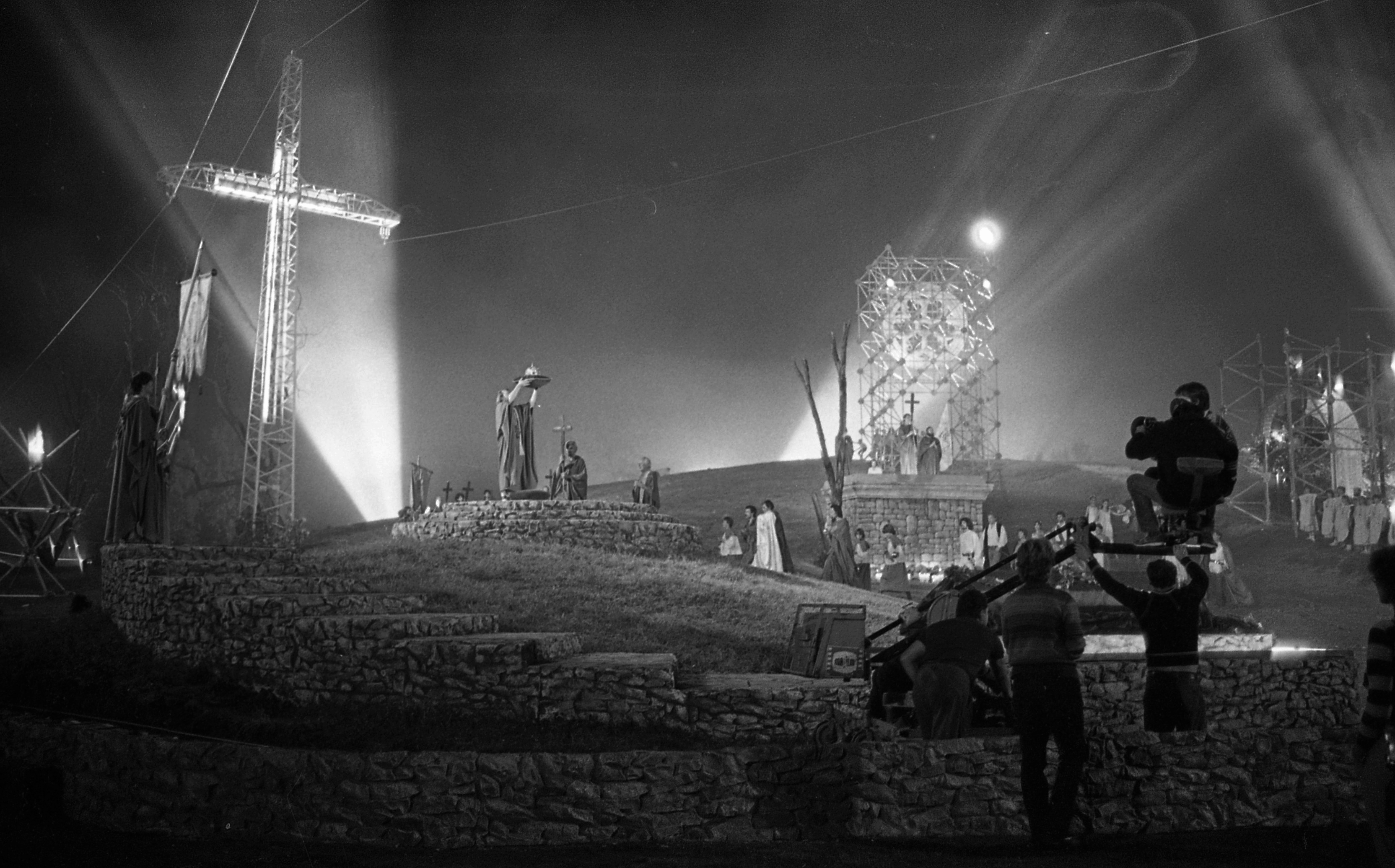
Gábor Koltay durant la captation du spectacle.

L'opéra rock a été joué pour la première fois en 1983, à Városliget, un vaste espace boisé du 14e arrondissement de Budapest. Une captation du spectacle, réalisée par Gábor Koltay, a été enregistrée la même année. Sa bande-originale est sortie en album dans une version intégrale.
Plusieurs productions se succèdent à travers le pays, notamment à Esztergom, Szeged et Bajai.
En 2018, pour la première fois, le spectacle est mis en scène par une femme, Kriszta Székely. Pour incarner le personnage de Koppány, le cousin et rival du jeune roi, elle impose Attila Dolhai dans un rôle à contre-emploi : « Ma toute première intuition, la plus forte et peut-être la plus radicale, était liée à Koppány : je voulais un artiste qui ait un impact durable dans de nombreux genres » explique-t-elle. Après avoir campé le rôle titre à ses débuts, Dolhai doit cette fois s'astreindre à une préparation physique intensive : l'idée étant d'exploiter « sa part de sauvagerie », il s'entraîne plusieurs jours par semaine au gymnase, avant d'enchaîner sur les répétitions avec la troupe. Cette mouture est un succès qui se joue à plusieurs reprises depuis sa première, de septembre 2018 à juin 2025.

## Impact national et culture populaire

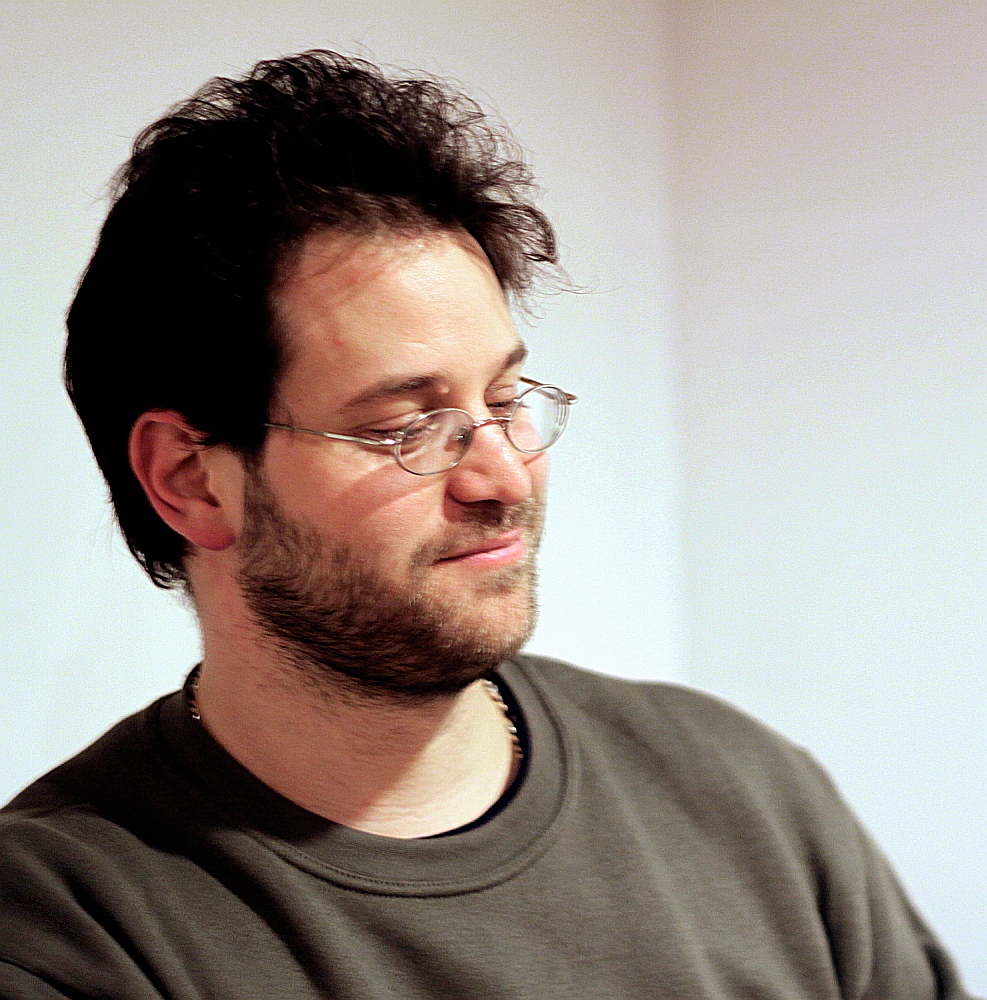
Le spectacle compte parmi ses fans internationaux le romancier Fabien Clavel.

Dès sa création, à la grande surprise de ses créateurs, István, a király connaît un succès retentissant en Hongrie. Il reste très populaire dans son pays d'origine où il est régulièrement joué.
Pour son compositeur Levente Szörényi, l'impact de l'opéra rock est une évidence. Il souligne notamment son impact sur la figure historique de Koppány, figure du paganisme magyar tombée dans l'oubli : « En 1983, 99 % des gens ignoraient totalement qui était Koppány. [...] Il ne fait aucun doute que la pièce a restauré [sa] mémoire ».
Selon Fabien Clavel, ancien professeur de français et de latin au lycée Gustave-Eiffel de Budapest, « la vision que propose l'œuvre de ce tournant de l'histoire hongroise est très fine et mesurée ». C'est en outre la découverte d'István, a király qui a inspiré Clavel pour son roman de fantasy historique Le châtiment des flèches.